# Sanabria, Mexiko
Sanabria är en ort i Mexiko.   Den ligger i kommunen Turicato och delstaten Michoacán de Ocampo, i den södra delen av landet, 230 km väster om huvudstaden Mexico City. Sanabria ligger 475 meter över havet och antalet invånare är 134.
Terrängen runt Sanabria är huvudsakligen kuperad. Sanabria ligger nere i en dal. Runt Sanabria är det ganska glesbefolkat, med 24 invånare per kvadratkilometer. Närmaste större samhälle är Cuitzián Grande, 4,7 km väster om Sanabria. I omgivningarna runt Sanabria växer huvudsakligen savannskog.